# Fiat Regata
Fiat Regata — автомобиль, выпускавшийся компанией Fiat с 1983 по 1990 год. Являлся версией Fiat Ritmo в кузове седан.
Оснащался тремя видами бензиновых и двумя дизельными двигателями. На основе дизайна кузова Regata в Турции выпускались автомобили Tofaş Şahin и Tofaş Doğan, однако с точки зрения внутреннего устройства они были основаны на заднеприводном Fiat 131.
Испанский автопроизводитель SEAT выпускал автомобиль SEAT Málaga на основе Ritmo, однако разработка этой модели велась самостоятельно.

## 1983
Regata был представлен публике в сентябре 1983 года на Франкфуртском автосалоне. Автомобиль был разработан на основе Fiat Ritmo (В Великобритании и США поставлялся под названием Fiat Strada) и отличался от него немного удлиненной базой.
Двигатели также были похожими: 1301 куб. см., мощностью 68 л.с. (Regata 70) и 1498 куб. см., мощностью 82 л.с. (Regata 85). Оба двигателя были с одним распредвалом. Также была версия с двумя распредвалами, объёмом 1585 куб. см. мощностью 100 л.с. (Regata 100) и два варианта дизельных SOHC двигателя: 1714 куб. см., мощностью 58 л.с. (Regata D) и 1929 куб. см., мощностью 65 л.с. (Regata DS) (второй — с 1984 года). Существовала модель «ES» («Energy Saving» — Энергосберегающая), которая использовала одну из первых систем автоматического включения-выключения двигателя при простое. Также модель обладала улучшенной аэродинамикой, двигатель объёмом 1301 куб. см. давал большую степень сжатия (мощность составляла 65 л.с.).

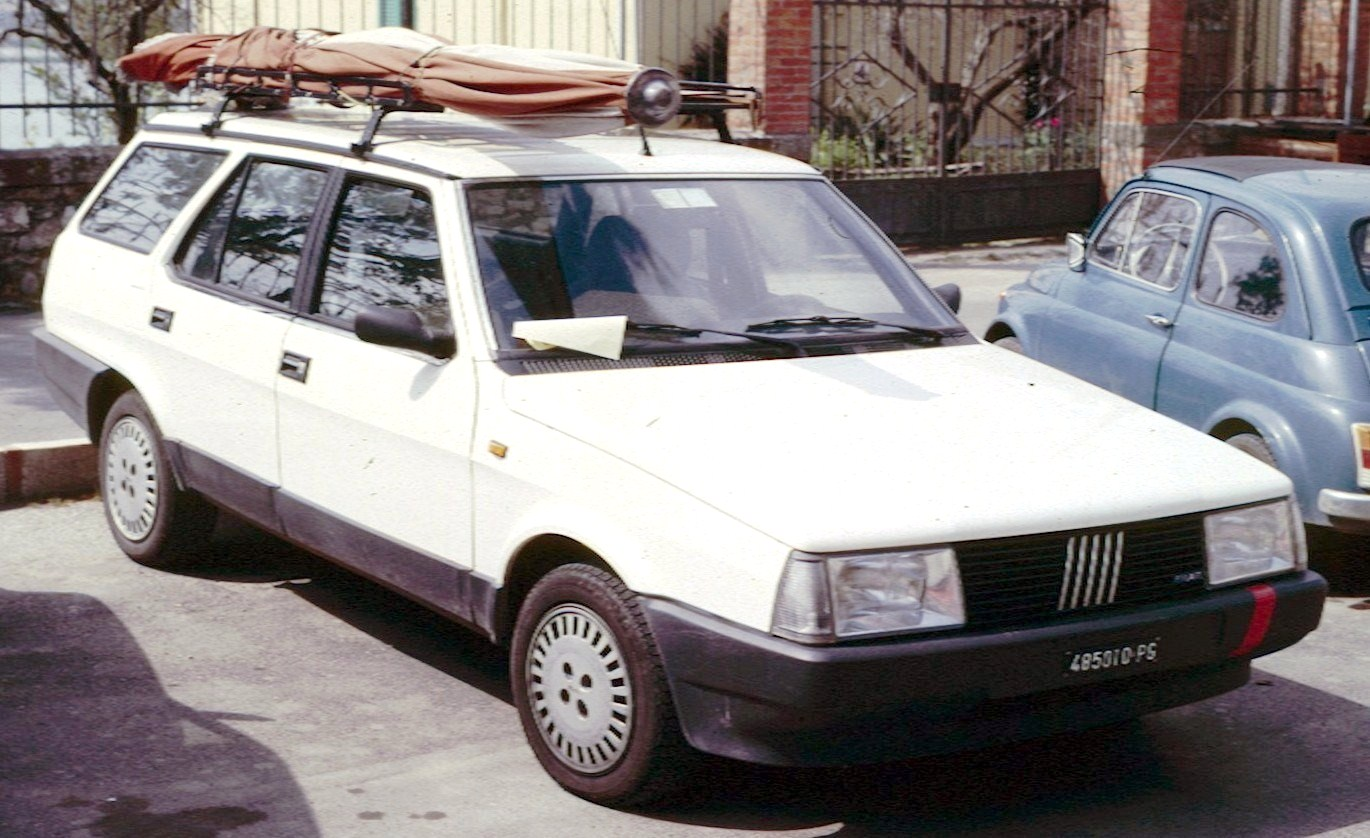
Fiat Regata Weekend

В 1984 году появилась модель Regata Weekend с кузовом универсал. Она поставлялась с двигателями 1.3 л., 1.6 л., и с обоими дизельными двигателями. Модель пришла на замену Fiat 131 Panorama. Задний бампер был складывающимся, что позволяло организовать удобный доступ в багажник. Также были усилены тормоза и подвеска, что должно было соответствовать увеличенной полной массе автомобиля.

## 1986
В 1986 году была произведена модернизация, в процессе которой были внесены многочисленные мелкие изменения, самыми заметными из которых были новые двери и новая линия окон. Также появились новые дверные ручки, обновилась решетка радиатора, бампера и колесные диски. Двигатель 1585 куб. см. стал оснащаться инжектором и стал называться 100Si.e. (была версия и с каталитическим конвертером, немного меньшей мощности, под названием 90ie), а двигатель 1498 куб. см с инжектором и конвертером стал называться 75ie. На смену модели 85 Automatic пришла 70 Automatic с двигателем 1.3 л., мощностью 65 л.с.
Небольшому изменению подверглись и дизельные двигатели. Появился турбодизельный двигатель, объёмом 1929 куб. см, мощностью 80 л.с. (Regata Turbo DS), а двигатель, объёмом 1714 куб см был уменьшен до 1697 куб. см. (но мощность его была увеличена до 60 л.с., уменьшился и расход топлива). Модель получила обозначение Regata D.
Производство Regata прекратилось в 1990, на смену пришёл Fiat Tempra.